# Eleccions federals alemanyes de 2002
Les eleccions federals alemanyes de 2002 se celebraren el 22 de setembre de 2002 a la República Federal d'Alemanya per a elegir els diputats del Bundestag del país.

## Campanya electoral
Algunes temàtiques van dominar la campanya electoral, com per exemple la crítica als impostos, la defensa dels valors familiars o l'oposició a la guerra de L'Iraq.
L'oposició CDU/CSU criticà fortament l'incompliment del govern en matèries econòmiques, i va realitzar una campanya basada en la importància dels valors familiars i en contra dels imposts (particularment en els combustibles).
El govern, d'altra banda, va aconseguir mantenir una gran base d'electors gràcies al seu rebuig explícit a la guerra de L'Iraq i a la popularitat personal de Gerhard Schröder en comparació del candidat de l'oposició Edmund Stoiber, líder de la CSU.

## Resultats
| ← Eleccions federals alemanyes, 22 de setembre de 2002 → |                                           |            |                     |                      |                |                      |                       |
|                                                          | Partit                                    | Vots       | Percentatge de vots | Diferència vers 1998 | Total d'escons | Diferència vers 1998 | Percentatge d' Escons |
|                                                          | Unió Demòcrata Cristiana d'Alemanya (CDU) | 14.164.183 | 29,5%               | +1,1%                | 190            | -8                   | 31,5%                 |
|                                                          | Partit Socialdemòcrata (SPD)              | 18.484.560 | 38,5%               | -2,4%                | 251            | -47                  | 41,6%                 |
|                                                          | Unió Social Cristiana (CSU)               | 4.311.513  | 9,0%                | +2,2%                | 58             | +11                  | 9,6%                  |
|                                                          | Partit Democràtic Lliure (FDP)            | 3.537.466  | 7,4%                | +1,1%                | 47             | +4                   | 7,8%                  |
|                                                          | Aliança 90/Els Verds                      | 4.108.314  | 8,6%                | +1,9%                | 55             | +8                   | 9,1%                  |
|                                                          | Partit del Socialisme Democràtic (PDS)    | 1.915.797  | 4,0%                | -1,1%                | 2              | -34                  | 0,3%                  |
|                                                          | Altres                                    | 1.458.471  | 3,0%                |                      | 0              |                      | 0,0%                  |
|                                                          | Totals                                    | 47.980.304 | 100,0%              |                      | 603            | -66                  | 100,0%                |

## Post-elecció
La coalició de govern entre el SPD i Els Verds va continuar amb Gerhard Schröder com a Canceller.